# 粉ミルク (アーティスト)
粉ミルク（こなミルク）は、日本の男性歌手。所属事務所はhigh speed boyz inc.。所属レーベルはソニー・ミュージックレーベルズ。顔や年齢、誕生日、出身地などのプロフィールについては一切公表していない。

## 概要
2015年よりYouTubeを中心に活動を始め、累計チャンネル登録者数は125万人、累計動画再生数は4億8000万回を超える。アコースティックギターやピアノなどの楽器を用いて、back numberを筆頭とするJ-POPのヒットソングをカバーした動画を投稿している。透き通るような美しい歌声が特徴的で、楽曲のカバーだけではなく制作も手がけている。
2020年12月25日配信の自身初となるオリジナルソング「メザメ」が、同日公開のアニメーション映画『映画 えんとつ町のプペル』の挿入歌に決定。楽曲について、「本当の自分を思い出していく旅の中で、今までの常識や概念を超え、その先へ進むという祈りを歌わせていただきました」とコメントしている。

## ディスコグラフィ

### 配信限定シングル
|     | 発売日         | 作品名 | 販売形態               | 最高順位 |
| --- | -------------- | ------ | ---------------------- | -------- |
| 1st | 2020年12月25日 | メザメ | デジタル・ダウンロード | -        |

### タイアップ
| 起用年 | 曲名   | タイアップ                            |
| ------ | ------ | ------------------------------------- |
| 2020年 | メザメ | 映画『映画 えんとつ町のプペル』挿入歌 |